# Messua
Messua — род аранеоморфных пауков из подсемейства Dendryphantinae в семействе пауков-скакунов (Salticidae).

## Этимология
Научное название рода дано в честь персонажа «Книги джунглей» Редьярда Киплинга — индианки по имени Мессуа, которая взяла в свою семью Маугли, когда тот решил вернуться к людям: он был похож на её маленького сына, давно унесённого в джунгли тигром. Другие роды пауков-скакунов, которым были присвоены имена персонажей из рассказов Киплинга: Akela, Bagheera и Nagaina.

## Виды
- Messua centralis (Peckham & Peckham, 1896) — Панама
- Messua dentigera (F. O. P-Cambridge, 1901) — Гватемала до Панамы
- Messua desidiosa Peckham & Peckham, 1896 — Коста-Рика, Панама
- Messua donalda (Kraus, 1955) — Сальвадор
- Messua latior (Roewer, 1955) — Панама
- Messua laxa (Chickering, 1946) — Панама
- Messua limbata (Banks, 1898) — США, Мексика
- Messua moma (F. O. P.-Cambridge, 1901) — Гватемала до Гвианы
- Messua octonotata (F. O. P.-Cambridge, 1901) — Центральная Америка
- Messua pura (Bryant, 1948) — Мексика
- Messua tridentata (F. O. P.-Cambridge, 1901) — Мексика